# Janhova
Janhova (Duits: Jauchen) is een plaats in Slovenië en maakt deel uit van de gemeente Apače in de NUTS-3-regio Pomurska. De plaats telde 48 inwoners op 1 januari 2020.